# سحرگاه (فیلم ۱۹۲۸)
«سحرگاه» (انگلیسی: Dawn (1928 film)) فیلمی در ژانر درام به کارگردانی هربرت ویلکاکس است که در سال ۱۹۲۸ منتشر شد. از بازیگران آن می‌توان به سیبیل تورندیک، گوردون کریگ، ماری آولت، و ادوارد گوردون کریگ اشاره کرد.